# Actinote hahneli
Actinote hahneli är en fjärilsart som beskrevs av Jordan 1913. Actinote hahneli ingår i släktet Actinote och familjen praktfjärilar. Inga underarter finns listade i Catalogue of Life.